# Enrique Sánchez Martínez
Enrique Sánchez Martínez (Cuencamé, Durango, el 2 de diciembre de 1960) es un eclesiástico católico mexicano. Es el obispo de Mexicali desde septiembre de 2023. Fue obispo de Nuevo Laredo, de 2015 a 2023 y obispo auxiliar de Durango, entre 2008 y 2015.

## Biografía
Enrique nació el 2 de diciembre de 1960, en la localidad mexicana de Cuencamé. Hijo de José Isabel Sánchez Vázquez y de María Guadalupe Martínez Contreras, fue el segundo de nueve hermanos. 
Realizó su formación primaria y secundaria en su pueblo natal y los estudios eclesiásticos (1975-1985), en el Seminario Conciliar de Durango. 
Tras realizar estudios en la Pontificia Universidad Gregoriana (1986-1989), obtuvo el bachillerato en Ciencias sociales, y la licenciatura en Sociología.

### Sacerdocio
Su ordenación sacerdotal fue el 29 de junio de 1986, en la Catedral Basílica de Durango, a manos del arzobispo Antonio López Aviña; incardinándose en la arquidiócesis de Durango.
- Ecónomo (1990-1992), secretario del Consejo Presbiteral y profesor del Seminario Mayor de Durango (1990-2003).
- Responsable de la Pastoral Social diocesana (1990-1994).
- Capellán de las Hijas del Corazón de María (1990-1994; 1997-2005).
- Capellán de las Hnas. Misioneras Hijas de la Purísima Virgen María (1997-2005).
- Ecónomo diocesano (1992-2005).
- Vicario parroquial de San Pedro y San Pablo (1994-1997).
- Asesor del Movimiento Encuentro Matrimonial (1994-2005).
- Asesor del Movimiento de Encuentros de Novios (1998-2005).
- Párroco de Santa Elena, en Río Grande (2005-2008).
- Vicario Regional de Pastoral (2004-2008).[1]

## Episcopado

### Obispo auxiliar de Durango
El 21 de julio del 2008, el papa Benedicto XVI lo nombró obispo titular de Thamugadi y obispo auxiliar de Durango.  Fue consagrado el 10 de octubre del mismo año, en el Centro de Convenciones y Ferias de Durango, a manos del arzobispo Christophe Pierre. Su lema Videns eum misericordia motus est (“Cuando le vio, tuvo compasión”).
Como obispo auxiliar, fue también vicario general y coordinó los trabajos de la comisión diocesana para el clero.  También encabezó la Comisión de Familia, Vida, Juventud y Laicado en la Provincia Eclesiástica de Durango.

### Obispo de Nuevo Laredo
El 16 de noviembre del 2015, el papa Francisco lo nombró obispo de Nuevo Laredo. Tomó posesión canónica el 13 de enero de 2016. 
- Responsable de la D.E. para la Pastoral de la Salud (2009-2015).
- Suplente del Consejo Permanente de la Provincia de Monterrey (2016-2018).

### Obispo de Mexicali
El 11 de septiembre de 2023, fue nombrado obispo de Mexicali. Tomó posesión canónica el 7 de noviembre del mismo año. 
- Miembro del grupo de obispos de la frontera de México-Estados Unidos, desde el 2016.
- Titular del Consejo Permanente de la Provincia de Monterrey (2018-2023).
- Responsable de la D. E. de la Pastoral Penitenciaria (2021-2024).[1]